# 安部亮馬
安部 亮馬（あべ りょうま、1992年4月18日 - ）は、日本の男性声優。岡山県出身。尾木プロ THE NEXT所属。

## 人物
趣味はカラオケ、映画鑑賞、ゲーム。特技はドラム、歯笛、小鳥のさえずり。

## 出演

### テレビアニメ
2013年
- 義風堂々!! 兼続と慶次（兵士）

2015年
- 緋弾のアリアAA（男子生徒）

2016年
- クオリディア・コード（生徒）
- こねこのチー ポンポンらー大冒険（へび）
- DAYS（男子、観客、房総6番、他校生、山田）
- 夏目友人帳（2016年 - 2017年、祓い人たち、鳥妖怪） - 2シリーズ

2017年
- ガヴリールドロップアウト（プレイヤー、監察官、アシスタント）
- 進撃の巨人（調査兵）
- こちら葛飾区亀有公園前派出所（御家人たち）

2018年
- パズドラクロス（ドミニオン龍喚士）

2019年
- カードファイト!! ヴァンガード（忍獣 チガスミ）

2021年
- 魔入りました!入間くん（男子生徒）
- プラチナエンド（犯人）
- 新幹線変形ロボ シンカリオンZ（整備員A）

2022年
- ありふれた職業で世界最強 2nd season（魔人族）

2023年
- 魔術士オーフェンはぐれ旅 アーバンラマ編（エドの道場 練習生）

2025年
- 勇者パーティーを追放された白魔導師、Sランク冒険者に拾われる 〜この白魔導師が規格外すぎる〜（絵草紙売り、盗賊、魔導兵、冒険者）

### 劇場アニメ
- THE LAST -NARUTO THE MOVIE-（2014年、民衆 他）

### Webアニメ
- クロスロード（2014年）
- ポケモンジェネレーションズ（2016年 - 2017年、ギンガ団員、アスラ[3] 他）
- ULTRAMAN（2019年、友人、観客、生徒）

### ゲーム
- S4 League（2012年、マイケル）
- サウザンドメモリーズ（2014年、流浪の炎剣士ケイジ）[3]
- ファイトリーグ（2017年、ストライカー 豹向、ビッグエアー月光、功夫ピンポン モノクロウ、火事場のクレイジー・ホース、路上絵師 SIKI-SAI）
- モンスターストライク（2017年 - 2021年、オニキス[3]、金剛夜叉明王 / 金剛夜叉明王廻、高杉晋作）
- 怪物彈珠（2018年 - 2022年、呂洞賓[12]）

### ラジオドラマ
- 山口勝平の殿様ラジオでGO! ラジオドラマ「さいごっぺ 一休編」（新右衛門）
- ドラマってムジカ（レギュラー出演）[3]

### 吹き替え

#### アニメ
- DOG STAR（プラネットマン[3]）
- 凹凸世界（2019年、グレイ[13][3]）

### ナレーション
- リスを実装する
- LEGOS 展示会VP

### 映画
- 神☆ヴォイス

### 舞台
- 劇団THE NEXT「エゴエゴ6」

### シリーズ一覧
1. ↑  第5期『伍』（2016年）、第6期『陸』（2017年）